# The Captain
The Captain is een nummer van de Schotse rockband Biffy Clyro uit 2009. Het is de derde single van hun vijfde studioalbum Only Revolutions.
In het nummer is een prominente koperblazer aanwezig. "The Captain" werd enkel een hit in thuisland het Verenigd Koninkrijk, waar het de 17e positie bereikte.
Op de B-kant van het nummer staat het nummer "Help Me Be Captain", een oudere en ruigere versie van "The Captain".